# Eucanuella longirostrata
Eucanuella longirostrata is een eenoogkreeftjessoort uit de familie van de Aegisthidae. De wetenschappelijke naam van de soort is voor het eerst geldig gepubliceerd in 1983 door ItôTat.